# 桜とゆ〜れい
『桜とゆ〜れい』（さくらとゆ〜れい）は、てっけんとうによる日本の4コマ漫画作品。『月刊コンプエース』（角川書店）にて、2011年3月号より2012年12月号まで連載されていた（2012年11月号除く）。

## 作品概要
霊が見える体質の小学生山之上桜とその友人達の幽霊がいる日常を描くほんわか系心霊4コマコミック。描かれる霊は他の心霊作品とは違い、鰻やビィフィズス菌など個性的なものが多い。
作者お得意のシュールな笑いと心霊ものとしての怖さ、そして眼頭の熱くなる話が詰まった作品。
また、てっけんとうは月刊コンプエースにて、はとがいるに続き本作にもカレーが好物である人物を出すという発言をしていたが、結局登場しないまま連載は終了した。

## 登場人物
本作の人物の名前には植物や自然に関する用語が含まれている。
山之上 桜（やまのうえ さくら）
霊が見える体質の小学4年生。
霊を見る能力に特化しているため他の霊能力者でも見る事が出来ないものも見える半面、霊を掴んだり祓ったりといったことは出来ない。ただし、塩などで追い払うことは出来る。
当初は霊を見るだけだったが、後に霊と会話が出来るようになった。
髪の毛を両サイドで止めており、髪止めに描かれている顔は桜の感情に合わせて表情を変えることがある。
美的センスが独特。
犬の「犬郎」を飼っていたが亡くなってしまうも、散歩への未練から霊となり桜の前に現れ、成仏することなく桜の周りに居着いてしまっている。
高校に進学後は心霊部に入部し、銀杏と共に霊的な厄介事を解決している。
木立 緑（こだち みどり）
桜のクラスメイトで髪の毛をアップに纏めている元気な女の子。通称「みっちゃん」。
霊感は全く無いのだが、霊に憑かれる体質。本人も霊に関する噂が大好きで、そういった話を聞きつけると真っ先に飛び付く。
酷い目に遭ってもそれを忘れる上にあまり物事を深く考えるタイプでもないため、トラブルメーカーとして物語を動かすことが多い。
個性的なプリントがされたTシャツやインナーをよく着ている。
好物はバナナ。
元々勉強よりも体育が好きで、高校進学後は水泳部に所属。
向陽 楓（こうよう かえで）
桜のクラスメイトでメガネをかけた優等生。髪には楓を模した髪止めをしている。
本を読む事が大好きで気が弱い方だが好奇心も強いため、「緑が何に取り憑かれるか」という興味で心霊体験などにも参加する。
メンバーの中で一番の知性派でもあり、霊絡みの現象においても「不思議だな」では済まさずに思考をめぐらし、事件を解決に導く。
高校に進学後は生物部に所属。
秋風 銀杏（あきかぜ いちょう）
桜のクラスに転入してきた転校生。
桜同様に霊感があるのだが、霊に干渉する力が強いため霊に触れることが出来る。
霊が見えることで人に避けられてきた過去があり、霊を怨む気持ちから目に付いた霊を大麻で駆逐していた。
桜達と友人になって以降はむやみに大麻をふるうのではなく、彼女達のために力を使うようになる。
髪の中に色々入っており、愛用の大麻も多数入っている。
高校に進学後は桜と共に心霊部に入部。三節棍の様な大麻を扱う。
猫目（ねこめ）
桜達がよく集まる駄菓子屋「猫目屋」のお姉さん。
霊の事に詳しく桜達が困った時に相談する先でもある。
駄菓子屋ではあるが祖母からお店を引き継いで以来店先には霊感グッズコーナーが出来、徐々に拡張している様子。
グッズはスタンダードなものもあるが、オリジナリティ溢れるちょっと変わったものが多い。
本人にも強い霊能力があるような描写があるが、詳細は不明。
ほこ美（ほこみ）
緑が壊した祠から出てきた霊。その正体は土地神。名前は桜が勝手に付け、普段は「ほこちゃん」と呼んでいる。
当初は祠と御神体を壊した緑に取り憑いていたが、緑の肉体強化によって振り払われてしまう。
以後、桜が霊の声を聞けるようになったことで親交を深める。
神になる前は人間で、村を飢饉から救うために自ら人柱となり土地神となった。
桜の体を借りてお年寄りの膝を治すなど、神としての不思議な力も持っている。
高いの苦手。

## 単行本
- てっけんとう 『桜とゆ〜れい』 角川書店〈角川コミックス〉、既刊1巻
  1. 第1巻（2012年11月26日発売 ISBN 978-4-04-120475-7）